# Jérôme Jault
Jérôme Jault (20 maggio 1983) è uno schermidore francese.

## Biografia
Nei campionati europei di scherma ha conquistato una medaglia di bronzo a Zalaegerszeg nel 2005 nella gara di spada individuale ed a squadre.

## Palmarès
In carriera ha conseguito i seguenti risultati:
- Europei di scherma

Zalaegerszeg 2005: bronzo nella spada individuale ed a squadre.